# Junonia viridis
Junonia viridis är en fjärilsart som beskrevs av Otto Staudinger 1889. Junonia viridis ingår i släktet Junonia och familjen praktfjärilar. Inga underarter finns listade i Catalogue of Life.